# Teenage Angst
Teenage Angst ist eine Low-Budget-Produktion von Regisseur Thomas Stuber. Der Film wurde erstmals am 9. Februar 2008 zur Berlinale in der Kategorie Perspektive gezeigt und kam ein Jahr später, am 29. Januar 2009, in die Kinos.

## Handlung
Vier Schüler eines Elite-Internats, die sich zu einer Clique zusammengeschlossen haben, schleichen nach der Schule heimlich aus dem Internat, um sich zu betrinken und zu feiern. Sie suchen die Extreme, um ihrem goldenen Käfig, in den sie von ihren wohlhabenden Eltern gesteckt bzw. abgeschoben wurden, zu entkommen.
Bei ihren Feiern kommt es zu Gewaltexzessen, die sich vor allem gegen den Schwächsten aus der Gruppe, Leibnitz, richten. Dyrbusch, der Anführer der Gruppe, und Bogatsch, seine „ausführende Gewalt“, hören nicht auf, Leibnitz immer heftiger zu quälen, was dieser still erleidet, da er den Verlust ihrer „Freundschaft“ und den Ausstoß aus der Gruppe fürchtet.
Konstantin, der Mitläufer, ist der Einzige aus der Gruppe, der die moralische Dimension ihrer Handlungen begreift. Doch er zögert, sich gegen die Anderen zu stellen. Aus diesem Grund geraten sie immer tiefer in eine Spirale der Gewalt, bis passiert, was passieren muss.

## Wissenswertes
Literarisch wurde das Thema des Films bereits 100 Jahre zuvor, in dem 1906 erschienenen Roman Die Verwirrungen des Zöglings Törleß, von Robert Musil verarbeitet. Das Drehbuch arbeitet mit sprechenden Namen. Es ist sicherlich kein Zufall, dass der körperlich am schwächsten ausgebildete Internatsschüler nach einem Philosophen, Gottfried Wilhelm Leibniz, benannt wurde. Der Name seines Peinigers Bogatsch erinnert dagegen an den SS-Oberscharführer Wilhelm Boger, der für seine Grausamkeit berüchtigt war und den Peter Weiss mit dem Theaterstück Die Ermittlung „berühmt“ gemacht hat.